# Права ЛГБТ у Монако
Лесбійки, геї, бісексуали та трансгендери (ЛГБТ) у Монако можуть зіткнутися з деякими проблемами, яких не мають інші жителі країни. Як чоловічі, так і жіночі одностатеві сексуальні стосунки є законними в Монако, однак одностатеві пари та домогосподарства, очолювані одностатевими парами, не можуть мати таких юридичних особливостей, які доступні подружжям з партнерами різної статі. Монако є найменш рівною для представників ЛГБТ країною Західної Європи.
У 2019, за рейтингом ILGA-Europe, Монако посіло 45 місце серед 49 європейських країн щодо законодавства про права ЛГБТ, зазначивши, що в країні немає законів, які б захищали їх від дискримінації в працевлаштуванні чи в інших сферах, не визнає одностатеві шлюби та не дозволяє трансгендерам змінити свою стать по документах. Попри відсутність законодавства, монегаське суспільство, як правило, терпимо ставиться до одностатевих стосунків. Розпалювання ворожнечі за ознакою сексуальної орієнтації заборонена.

## Закон про одностатеві статеві стосунки
Одностатеві статеві стосунки є законними. Кримінальне покарання за гомосексуальні акти було скасовано в 1793 році французькими законами.  Вік згоди становить 15 років як для одностатевих, так і різностатевих сексуальних стосунків. Монако є однією з двох європейських націй, у яких з кінця XVIII століття ніколи не існувало нерівного віку згоди. Інша – Андорра, яка декриміналізувала гомосексуальність і встановила рівний вік згоди в 1791 році, за 2 роки до Монако.

## Визнання одностатевих стосунків
Монако не визнає одностатеві шлюби. З 27 червня 2020 року в країні одностатевим парам дозволено підписувати договір про спільне проживання (фр. contrat de vie commune), яка передбачає деякі обмежені права та обов’язки.
Законопроєкт про договір на спільне проживання був поданий до парламенту Монако 16 квітня 2018 року. Відповідно до нього, одностатеві та різностатеві пари, які проживають разом, будуть розглядатися нарівні з братами та сестрами щодо податку на спадщину, а не на тому ж рівні, що й подружні пари. Угода, яка також відкрита для братів і сестер, батьків і дітей, також передбачає перелік майнових прав і взаємних зобов’язань. Договір підписується в присутності нотаріуса, а потім зберігається в державному реєстрі. 4 грудня 2019 року Національна Рада одноголосно схвалила законопроєкт. Закон набув чинності у 2020 році, через шість місяців після його публікації в Journal de Monaco.

## Усиновлення та сім'я
Одностатеві пари не мають права усиновлювати дітей.

## Захист від дискримінації
Конституція Монако прямо не стосується дискримінації чи переслідувань на основі сексуальної орієнтації чи гендерної ідентичності . Він дійсно забезпечує загальний захист громадянських прав, включаючи рівність перед законом, належну судову процедуру, права на конфіденційність, свободу релігії та переконань.
Закон Loi n° 1.299 du 15 juillet 2005 sur la liberté d'expression publique забороняє мову ворожнечі, підбурювання до ненависті, насильства та дискримінацію політичних кандидатів за ознакою статі, інвалідності, походження, сексуальної орієнтації та їх дійсної чи уявної належності, чи неприналежність до раси, етнічної групи, нації чи релігії. Стаття 234-2 Цивільного кодексу зі змінами, внесеними Законом № 1.435 від 8 листопада 2016 року щодо протидії технологічній злочинності, передбачає:
|  | Коли вони застосовуються проти особи або групи осіб на підставі їхньої статі, інвалідності, походження, сексуальної орієнтації, приналежності або неналежності, дійсної або уявної, до етнічної приналежності, нації або раси, приналежності або неналежності, дійсної або уявної. Погрози стосовно релігії, передбачені статтею 230, караються позбавленням волі на строк від двох до п'яти років і штрафом, передбаченим статтею 26, передбачені статтями 233 і 234 — позбавленням волі на строк від шести місяців до трьох років і штрафом, передбаченим статтею 26-3. |

У липні 2010 року суд Монако засудив чоловіка до п’яти днів ув’язнення та зобов’язав його сплатити штраф у розмірі 5000 євро за те, що він використав відверто гомофобну риторику проти чоловіка-гея.
У липні 2011 року парламент Монако прийняв законопроєкт про боротьбу з дискримінацією та переслідуваннями, що йде далі, ніж закон 2005 року. Основними статтями, що стосуються ЛГБТ, були: стаття 1, яка забороняла дискримінацію на основі, серед інших категорій, «статі, справжньої або уявної сексуальної орієнтації, цивільного стану [та] сімейного стану»; стаття 3, яка застосовувала цю заборону до робочих місць як у державному, так і в приватному секторах, контактів з адміністраціями, доступу до товарів і послуг і їх доставки (житло не згадувалося, але включалося в цю категорію), сімейних відносин, доступу до місць відпочинку, культури або громадські місця чи події, серед інших ситуацій; стаття 8, яка вказує, що дискримінація на роботі, а саме за ознакою місця щодо доступу або умов праці, умов винагороди, дисциплінарних заходів та умов звільнення забороняється, стаття 10, яка передбачає певні виправдані винятки, якщо умови щодо статі та релігійних або філософських переконань є істотно невід'ємними (наприклад, церкви та інші релігійні громади все ще можуть звільнити або відмовити в наймі особи відповідно до категорій статті 1); стаття 40, яка передбачала покарання у випадку наклепу чи непублічної образи, пов’язаної зі справжньою або передбачуваною сексуальною орієнтацією, серед інших причин; і стаття 44, яка передбачала створення шкільної програми для підвищення свідомості проти расизму та будь-якої дискримінації, передбаченої статтею 1, кожного року циклу початкової та середньої школи. Урядова Рада не схвалила законопроєкт, а 18 грудня 2012 року запропонувала новий. Він не містив положень щодо дискримінації за ознакою сексуальної орієнтації.
Закон № 1.478 від 12 листопада 2019 року про внесення змін до певних положень, що стосуються покарань (фр. Loi n° 1.478 du 12 novembre 2019 portant modification de certaines dispositions relatives aux peines) вніс зміни до трьох статей Цивільного кодексу Монако, куди було включено термін «сексуальна орієнтація», а саме статтю 238-1, яка карає насильницькі дії, вчинені на основі сексуальної орієнтації, яка передбачає покарання у вигляді позбавлення волі на строк від шести місяців до одного року за насильницькі дії, вчинені на підставі сексуальної орієнтації, що не призвели до «недуги або повної непрацездатності жертви»; стаття 239, яка передбачає десять років позбавлення волі тим, хто напав на свого партнера (або будь-яку особу, яка живе в одному домі) через сексуальну орієнтацію; і стаття 421, яка передбачає покарання у вигляді п'яти років умовного терміну або інші заходи, передбачені статтею 29-4, для тих, хто напав на особу або групу людей саме через їхню сексуальну орієнтацію (серед інших категорій).

## Військова служба
У Монако немає збройних сил, але є Княжа рота карабінерів (аналог національної гвардії). Франція, яка відповідає за оборону країни, дозволяє нести військову службу відкритим геям, лесбійкам, бісексуалам і трансгендерам.

## Умови життя
Більшість монегасків належать до католицької церкви, яка традиційно розглядає гомосексуальність і трансгендерність як ознаки аморальності. Монако не є членом Європейського Союзу, який вимагає від своїх членів поважати певні гарантії захисту прав ЛГБТ, проте Монако та його жителі мають тісні культурні та економічні відносини з Францією.
ЛГБТ-спільнота в Монако підтримує місцеві гей-френдлі заклади. У Монако немає офіційних гей-барів, клубів чи заходів, як це є в сусідніх французьких містах Марсель, Ніцца та Ліон.
У червні 2017 року Полін Дюкрю, старша дочка принцеси Стефані та онука принца Монако Реньє III та американської актриси Грейс Келлі, взяла участь у параді Прайду в Нью-Йорку, висловлюючи підтримку прав ЛГБТ.

## Зведена таблиця
| Одностатеві сексуальні стосунки легальні                                                         | (З 1793 р.)                                       |
| Рівний вік згоди (15)                                                                            | (З 1793 р.)                                       |
| Антидискримінаційне законодавство у сфері зайнятості                                             | No                                                |
| Антидискримінаційне законодавство у сфері надання товарів і послуг                               | No                                                |
| Антидискримінаційні закони в усіх інших сферах (включаючи непряму дискримінацію, мову ворожнечі) | (З 2005)                                          |
| Антидискримінаційні закони щодо гендерної ідентичності                                           | No                                                |
| Одностатеві шлюби                                                                                | No                                                |
| Визнання одностатевих пар                                                                        | (З 2020)                                          |
| Усиновлення пасинків одностатевими парами                                                        | No                                                |
| Спільне усиновлення одностатевими парами                                                         | No                                                |
| ЛГБТ дозволили відкрито служити в армії                                                          | Збройні сили відсутні взагалі                     |
| Право на зміну юридичної статі                                                                   | No                                                |
| Конверсійна терапія заборонена неповнолітнім                                                     | No                                                |
| Доступ до ЕКЗ для лесбійок                                                                       | No                                                |
| Комерційне сурогатне материнство для одностатевих пар                                            | (Заборонено незалежно від сексуальної орієнтації) |
| ЧСЧ дозволено здавати кров                                                                       |                                                   |